# Hendrick Berckman

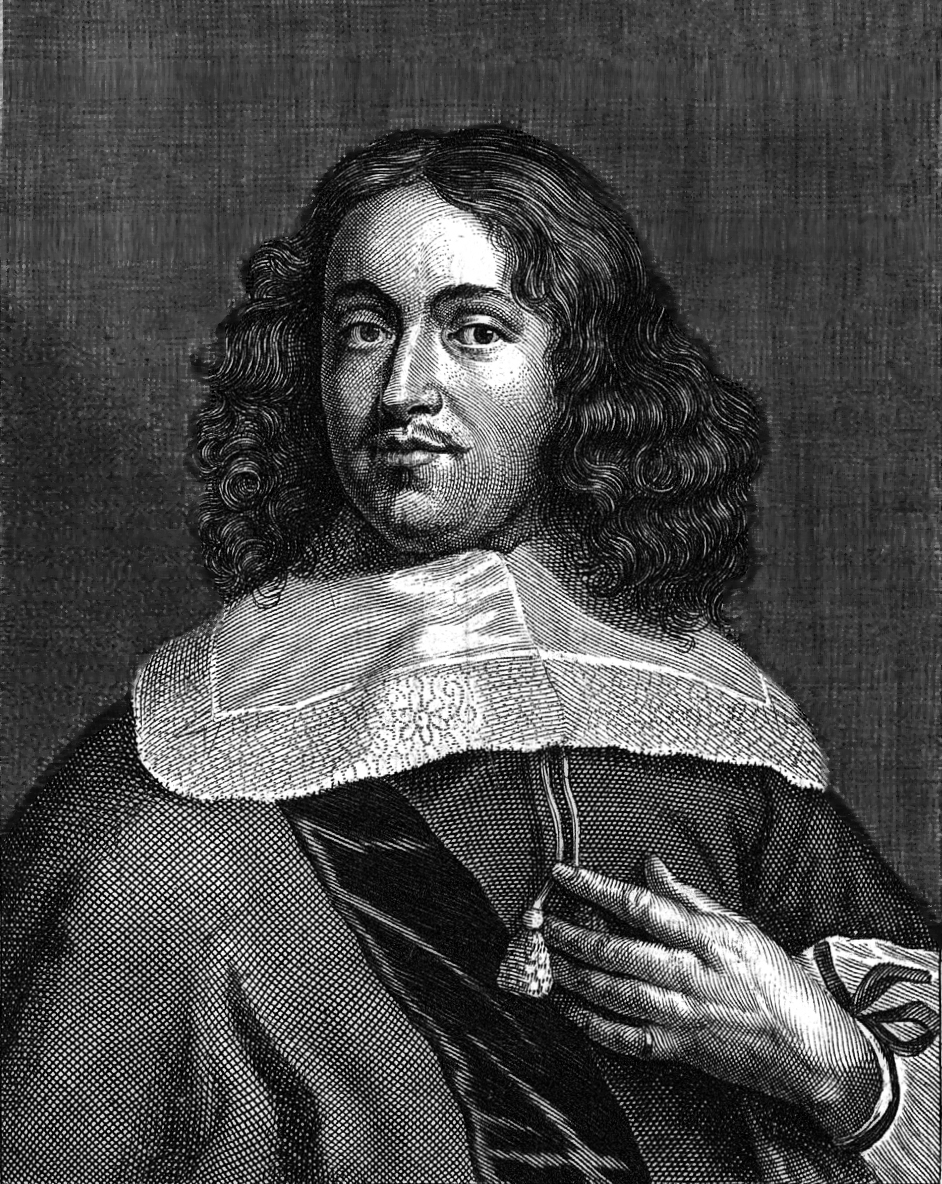
Ritratto di Hendrick Berckman eseguito da Jan Meyssens (1662)

Hendrick Berckman, o Hendrick Berckmans o Henry Berckman o Henry Berckmans (Klundert, 1629 – Middelburg, 27 marzo 1679 (sepolto)), è stato un pittore e disegnatore olandese del secolo d'oro.

## Biografia

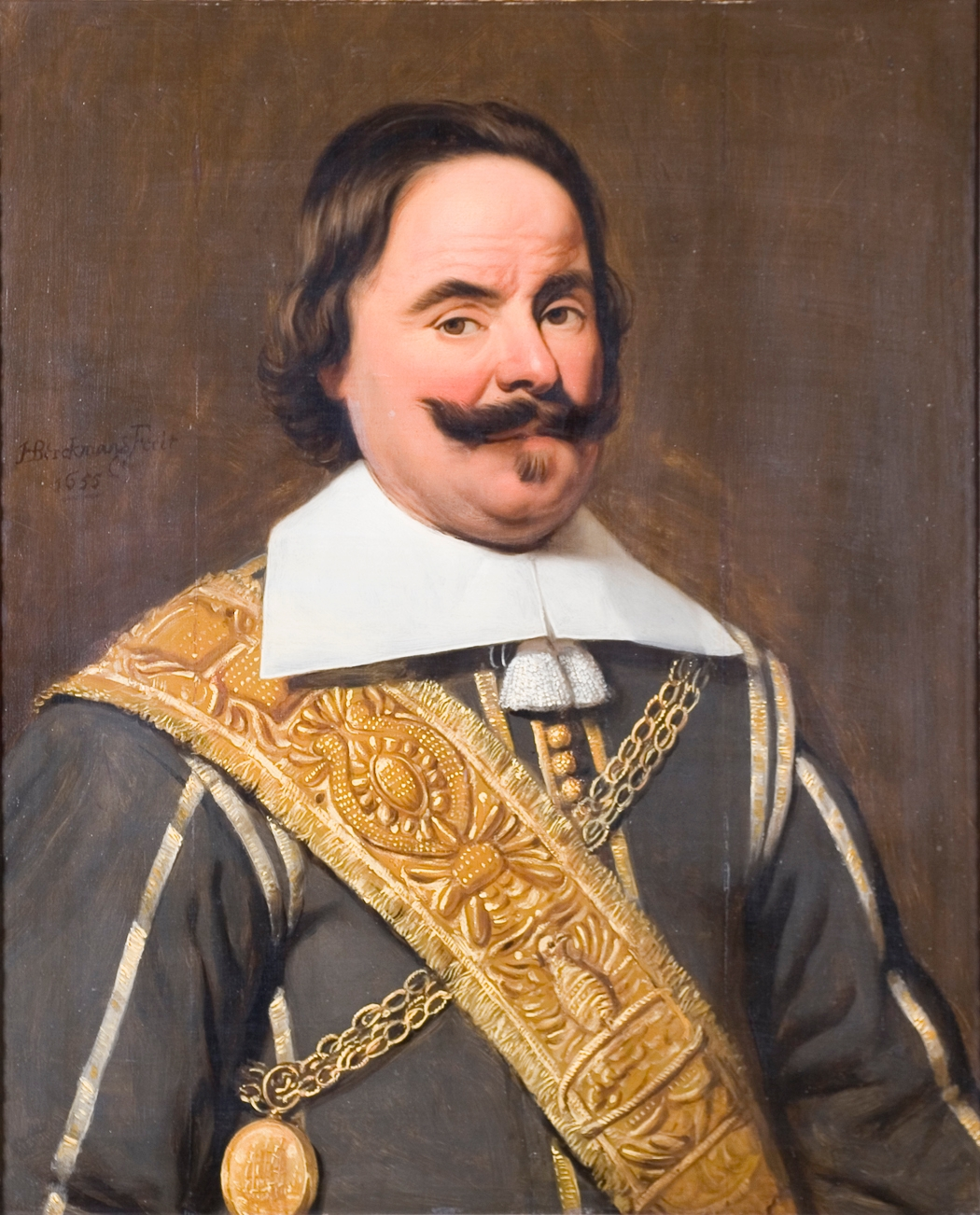
Ritratto di Michiel Adriaansz. De Ruyter (1655)

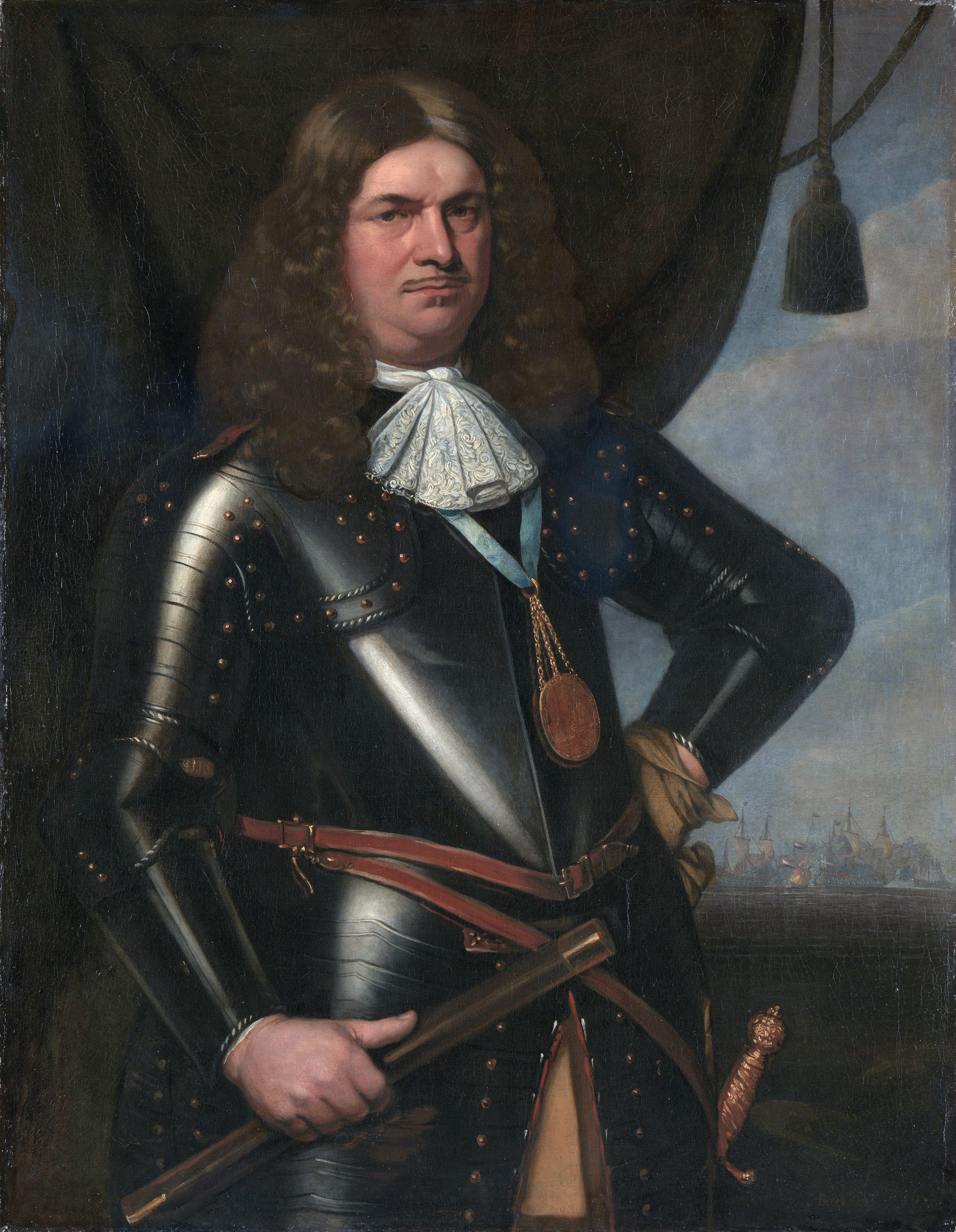
Ritratto di Adriaan Bankert (1673)

Fu allievo di Philips Wouwerman a Haarlem e in seguito di Thomas Willeboirts Bosschaert e Jacob Jordaens ad Anversa. Inizialmente dipinse quadri di battaglie di piccole dimensioni, attività che però non gli permetteva di sostentarsi. Fu giovanissimo pittore ufficiale di corte presso Enrico di Nassau-Siegen, governatore a Hulst, che morì nel 1652.
In seguito, su consiglio di Jacob Jordaens, si dedicò all'esecuzione di ritratti. Dal 1652 al 1654 operò a Leida. Qui è registrato il 24 febbraio 1654 come appartenente alla locale Corporazione di San Luca e pagante i suoi debiti un certo Hendrick Berckman, ma molto probabilmente non si tratta dello stesso pittore, poiché è citato come già morto. Nel 1655 Berckman divenne membro della Corporazione di San Luca di Middelburg, dove operò fino al 1679 come ritrattista di successo. Tra le opere più rappresentative citiamo i ritratti dell'ammiraglio Ruyter, di Jan Evertsen e di Adriaan Bankert.
Secondo il Van der Aa, lavorò anche a Flessinga, realizzando quadri di battaglie.
Oltre all'esecuzione di ritratti, si dedicò anche alla pittura paesaggistica.